# Estornell pitnegre
L'estornell pitnegre
(Neocichla gutturalis) és una espècie d'ocell de la família dels estúrnids (Sturnidae). És l'únic membre del gènere monofílètic Neocichla. Es troba de forma fragmentada a Angola, Malawi, Tanzània i Zàmbia. Habita la sabana seca. El seu estat de conservació es considera de risc mínim.